# ラヴァーズ・ハイ
『ラヴァーズ・ハイ』は、大久保樹による日本の漫画作品。スクウェア・エニックスのウェブコミック配信サイト『ガンガンONLINE』にて、毎月第1・3週更新で2014年8月21日更新分から2015年6月18日更新分まで連載された。

## 登場人物
松安 千歳（まつやす ちとせ）

冬木 悟矢（ふゆき さとや）

仁科 理央（にしな りお）

## 単行本
1. 2015年3月発売 ISBN 978-4-7575-4587-8
2. 2015年7月発売 ISBN 978-4-7575-4692-9